# Liam Graham (snookerspeler)
Liam Graham (Glasgow 12 september 2004) is een Schotse professioneel snookerspeler. Hij won de EBSA European Under-21 Snooker Championships in maart 2023.

## Jeugd
Graham speelde voor het eerst snooker met zijn grootvader in Cathcart, Glasgow. Hij oefende ook als jongere bij de Schotse professional Alan McManus.

## Carrière
Als de beste Schotse amateurspeler onder de 21 ontving hij een wildcard voor de Scottish Open in december 2022, waar hij tegen Michael Holt speelde en nipt met 4-3 verloor.
Graham won de 2023 EBSA European Under-21 Snooker Championships, gehouden op Malta. Hij versloeg de Oekraïner Iulian Boiko met 5-2 in de finale. Vanwege die overwinning heeft Graham een tourkaart voor twee seizoenen, met ingang van het seizoen 2023/24. In zijn tweede seizoen kwam hij tot de finale van de Snooker Shoot-Out, die hij verloor van Tom Ford.